# Academia Navală a SUA
United States Naval Academy (Academia Navală a SUA) din Annapolis, Maryland, SUA este o instituție de învățământ superior din SUA.
Academia Navală a fost fondată în 10 octombrie 1845 de Secretarul Marinei SUA, politicianul și istoricul George Bancroft (1800-1891) și matematicianul, astronomul și navigatorul William Chauvenet  (1820 – 1870).
La început se numea simplu Naval School. Prima promoție a avut 50 de marinari. În 1850 școala a primit numele de Naval Academy, cu 4 ani de cursuri. În zilele noastre are în jur de 4.000 studenți/promoție. Academia Navală poate fi frecventată și de femei din anul 1976.

## Campusul

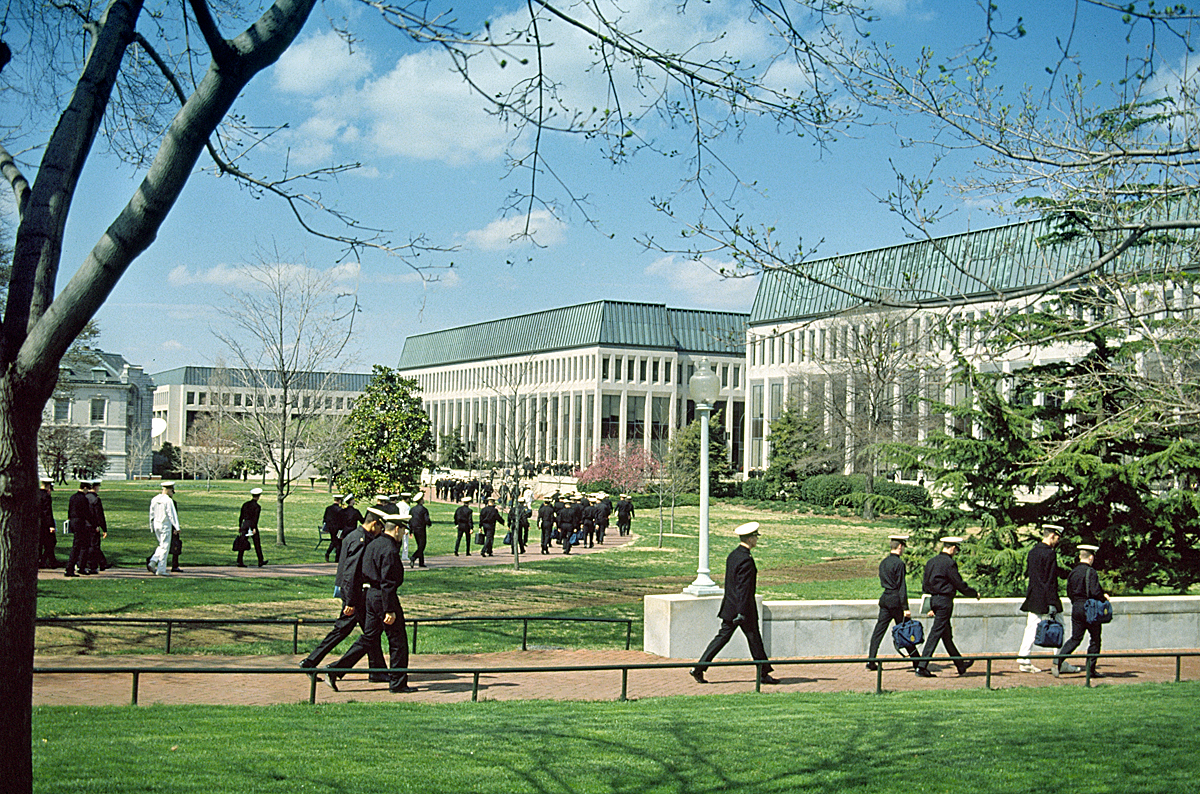
Vedere din campus

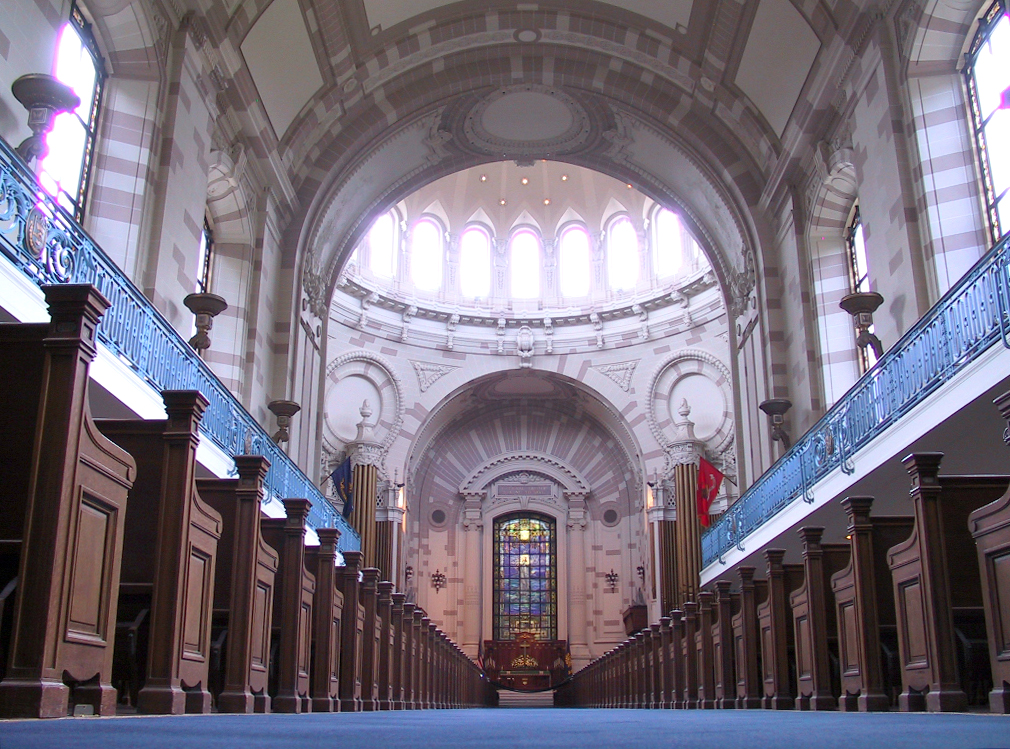
Capela Academiei Navale

Campusul se întinde pe o suprafață de  km² la scurgerea râului Severn în golful Chesapeake.
Clădirile principale din campus:
- Biblioteca Nimitz
- Capela
- Rickover Hall
- Maury Hall
- Michelson Hall
- Chauvenet Hall
- Sampson Hall
- Luce Hall
- Mahan Hall
- Alumni Hall
- Bancroft Hall
- Dahlgren Hall
- Lejeune Hall
- MacDonough Hall
- Clubul Ofițerilor și Clubul Facultății

## Curicula
Materii principale studiate de studenți
- Inginerie aerospațială
- Limba arabă
- Limba chineză
- Chimie
- Inginerie Informatică
- Economie
- Electrotehnică
- Inginerie
- Știință
- Istorie
- Tehnologia informației și comunicații
- Matematică
- Inginerie mecanică
- Arhitectură navală
- Oceanografie
- Fizica
- Științe politice
- Ingineria sistemelor

## Absolvenți cunoscuți
- Jimmy Carter - președinte SUA

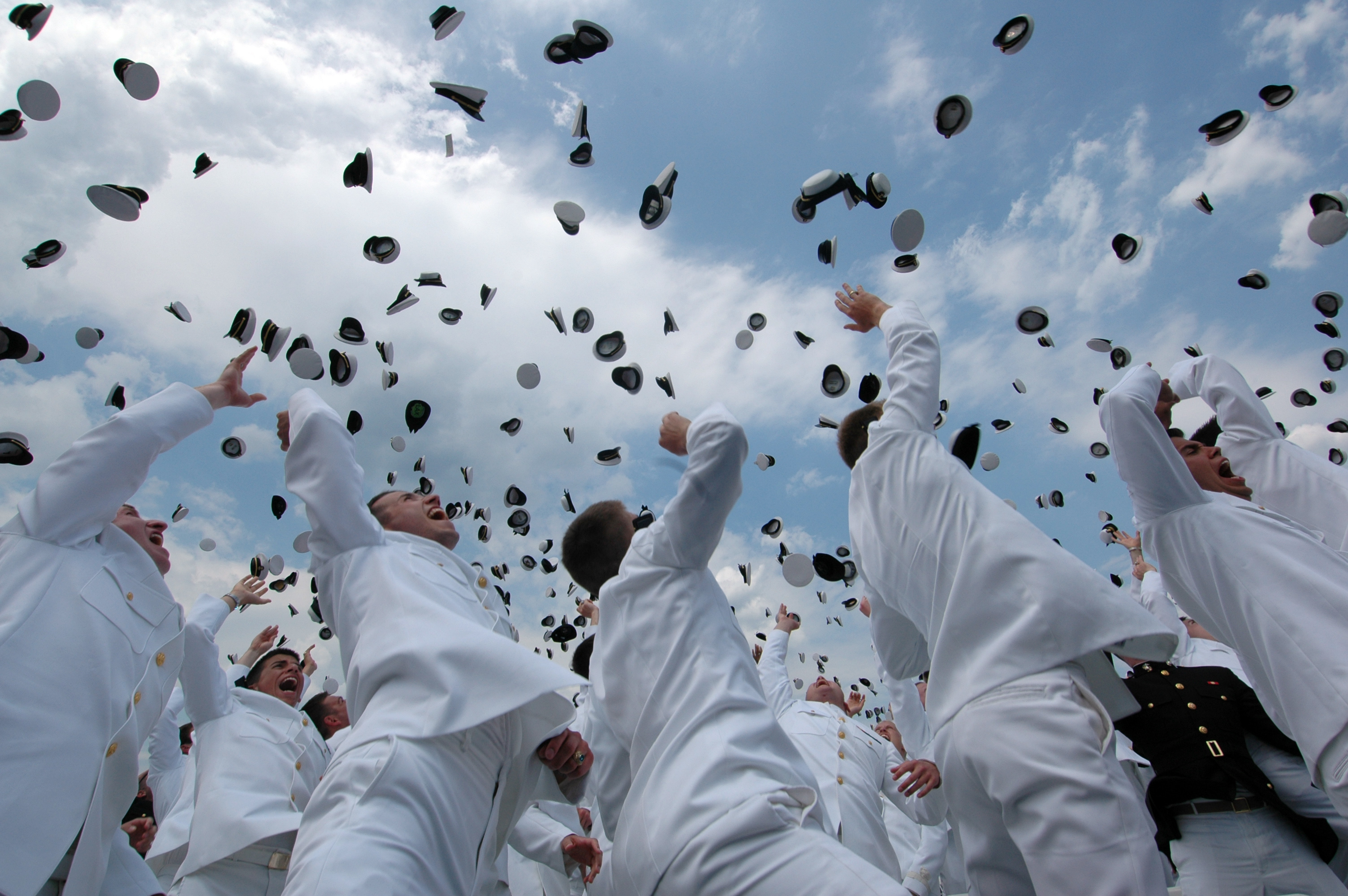
După absolvire....

- Hyman Rickover - contraamiral, creatorul submarinelor nucleare americane.
- Chester W. Nimitz, amiral
- Alan Shepard, astronaut.
- Albert Abraham Michelson, premiu Nobel pentru Fizică (măsurarea vitezei luminii).
- Robert A. Heinlein - scriitor SF.
- John McCain, senator Arizona.
- Michael G. Mullen,
- William D. Leahy - amiral
- Oliver North - colonel
- Peter Pace,
- Ross Perot senator
- Jim Webb, ministru
- Wally Schirra (1942)- astronaut
- Jim Lovell (1952)- astronaut
- Charles Duke (1957) - astronaut
- David Robinson (1987) - baschetbalist